# Марш часу (фільм)
Марш часу (англ. The March of Time) — американський незавершений музичний кінофільм 1930 року. Спочатку планувалося, що фільм випустять у вересні 1930 року Metro-Goldwyn-Mayer, але проєкт заморозили.

## У ролях
| - Вільям Кольє молодший — камео - Вільям Кольє старший — камео - Клайд Кук — камео - Бінг Кросбі — камео - Карл Дейн — камео - Бет Додж — камео - Бетті Додж — камео - Марі Дресслер — камео - Розетта Дункан — камео - Вівіан Дункан — камео - Джиммі Дюранте — камео - Кліфф Едвардс — камео - Барні Фаган — камео - Лью Філдс — камео - Тріксі Фріганза — камео - Нора Грегор — камео | - Бетті Хілі — камео - Бастер Кітон — камео - Карлотта Кінг — камео - Чарльз Кінг — камео - Едді Ламберт — камео - Луїс Манн — камео - Рамон Новарро — камео - Девід Персі — камео - Бенні Рубін — камео - Жозефін Сейбл — камео - Джекі Сірл — камео - Гас Шай — камео - Фей Темплтон — камео - Ракель Торрес — камео - Джо Вебер — камео - Остін Дж. Янг — камео - Енн Сотерн |